# Aridaeus princeps
Aridaeus princeps là một loài bọ cánh cứng trong họ Cerambycidae.